# Бургер, Мишель
Мишель Бургер (англ. Michelle Burgher; род. 12 марта 1977, Кингстон) — ямайская легкоатлетка (бег на короткие дистанции, эстафетный бег), чемпионка мира и Панамериканских игр, призёр двух Олимпиад.

## Карьера
Чемпионка (2001, 2003) и серебряный призёр (2003) чемпионатов Центральной Америки и Карибского бассейна. Чемпионка Панамериканских игр 2003 года в Санто-Доминго. Чемпионка мира 2001 года в Эдмонтоне в составе сборной Ямайки (эстафета 4×400 метров, 3:20.65).
На летних Олимпийских играх 2000 года в Сиднее стала серебряным призёром в эстафете 4×400 метров. На следующей Олимпиаде в Афинах стала бронзовым призёром в этой же дисциплине.